# سقط جنین در کاستاریکا
سقط جنین در کاستاریکا به‌طور شدید توسط قوانین کیفری محدود شده است. در حال حاضر، سقط جنین تنها زمانی در کاستاریکا مجاز است که برای حفظ جان یا سلامت جسمی زن ضروری باشد. سقط جنین در تقریباً تمامی موارد غیرقانونی است، از جمله زمانی که بارداری ناشی از تجاوز یا محارم باشد یا زمانی که جنین دچار مشکلات پزشکی یا نقص‌های مادرزادی باشد.
عوامل اجتماعی و اقتصادی به این وضعیت قانونی منجر شده‌اند. همچنان مشخص نیست که آیا سقط جنین برای حفظ سلامت روانی زن قانونی است یا خیر، اما گزارش سقط جنین سازمان ملل متحد در سال ۲۰۱۳ بیان می‌کند که کاستاریکا اجازه سقط جنین مربوط به سلامت روانی زن را می‌دهد.
تحت دولت کارلوس آلوارادو کسادا، بحث دربارهٔ «استاندارد فنی» برای تنظیم سقط جنین درمانی که از قبل قانونی بوده، به یک موضوع داغ تبدیل شده است. احزاب انجیلی (که بلوک بزرگی در مجمع قانون‌گذاری) دارند، به شدت با آن مخالفت می‌کنند.

## مسائل قانونی
قانون مجازات کاستاریکا در ماده ۱۲۱ خود تصریح می‌کند که هیچ سقط جنینی که برای حفاظت از جان یا سلامت جسمی مادر انجام شود و با رضایت زن و مشارکت یک پزشک یا متخصص زنان مجاز صورت گیرد، قابل مجازات نیست.
این وضعیت به عنوان «سقط جنین بدون مجازات» شناخته می‌شود. با این حال، فقدان یک استاندارد تنظیمی اجرای این قانون را دشوار کرده است.
ماده ۹۳ قانون مجازات کاستاریکا به قضات اجازه می‌دهد که در مواردی که زن به دلیل تجاوز، خود باعث سقط جنین شده است، عفو قضایی اعطا کنند.
مواد ۱۱۸، ۱۱۹، ۱۲۰ و ۱۲۲ انواع مختلفی از سقط جنین را با توجه به شرایط، از سه ماه تا ده سال زندان مجازات می‌کنند. در تمامی موارد، اگر جنین بیش از شش ماه رشد کرده باشد، قانون مجازات را افزایش می‌دهد.
سقط جنین القایی در قانون کیفری سال ۱۹۷۰ به‌عنوان جرمی تحت عنوان جنایات علیه زندگی طبقه‌بندی شده است. پزشکانی که مشکوک هستند یک زن سقط جنین انجام داده است، موظفند آن را به سازمان تحقیقات قضایی (Organizacion de Investigacion Judicial) گزارش دهند.
مجازات بسته به این‌که آیا زن با این عمل موافقت کرده یا نه و این‌که آیا جنین تا زمان سقط بیش از شش ماه رشد کرده باشد، متفاوت است.
اگرچه شورای حقوق بشر سازمان ملل متحد در سال ۱۹۹۹ توصیه کرد که کاستاریکا استثنائات بیشتری را در ممنوعیت سقط جنین وارد کند، اما مجلس قانون‌گذاری کاستاریکا به دلیل پس‌زمینه روم کاتولیک خود قصد داشت مجازات‌های مربوط به سقط جنین را افزایش دهد.
لورا چینچیلا، که به شدت با قانونی‌سازی سقط جنین مخالف بود، از سال ۲۰۱۰ تا ۲۰۱۴ رئیس‌جمهور کاستاریکا بود، دورانی که انتظار اصلاحات در قوانین نمی‌رفت.

## سقط جنین درمانی
سقط جنین درمانی به قطع بارداری به دلایل پزشکی اشاره دارد که هدف آن حفاظت از سلامت یا جان فرد باردار است. این نوع سقط جنین زمانی انجام می‌شود که ادامه بارداری خطر قابل‌توجهی برای سلامت جسمی یا روانی فرد باردار ایجاد کند.
طبق گزارش مرکز حقوق باروری (ترجمه‌شده از اسپانیایی)، سقط جنین درمانی بر اساس ماده ۱۲۱ قانون کیفری قانونی است. اگرچه این نوع سقط جنین به‌صورت فنی ممکن است قانونی باشد، بیمارستان‌های عمومی، که محل درمان اکثر کاستاریکایی‌ها هستند، معمولاً از ارائه این خدمات خودداری می‌کنند، مگر اینکه زندگی زن در معرض خطر باشد، مانند موارد حاملگی خارج رحمی.
تدابیر کافی برای تضمین این حق اتخاذ نشده است. به‌طور مشخص، هیچ پروتکل تخصصی یا راهنمایی وجود ندارد که به کارکنان بهداشتی نشان دهد چگونه باید در صورت به خطر افتادن جان یا سلامت جسمی یا روانی زن اقدام کنند. همچنین هیچ مکانیزم قضایی یا اداری مؤثری وجود ندارد که از طریق آن بتوان اجرای این فرایند را مطالبه کرد.